# Neoechinorhynchus yalei
Neoechinorhynchus yalei är en hakmaskart som först beskrevs av T.K. Datta 1936.  Neoechinorhynchus yalei ingår i släktet Neoechinorhynchus och familjen Neoechinorhynchidae. Inga underarter finns listade i Catalogue of Life.